# Mark Merklein
Mark Merklein (* 28. Juni 1972 in Freeport) ist ein ehemaliger bahamaischer Tennisspieler.

## Karriere
Merklein war vor allem im Doppel erfolgreich. Mit verschiedenen Partnern gewann er vier Titel auf der ATP Tour und erreichte mit Rang 37 am 12. Januar 2004 seine höchste Platzierung in der Doppel-Weltrangliste. Darüber hinaus stand er in drei weiteren Finals. Bei Grand-Slam-Turnieren war der Achtelfinaleinzug bei den Australian Open 2003 sein bestes Resultat. Im Davis Cup konnte er von 27 Begegnungen 15 für sich entscheiden, davon acht im Doppel und sieben im Einzel.

## Erfolge
| Legende (Anzahl der Siege)                      |
| Grand Slam                                      |
| ATP World Tour Finals                           |
| ATP World Tour Masters 1000                     |
| ATP World Tour 500                              |
| ATP International Series ATP World Tour 250 (4) |
| ATP Challenger Tour (21)                        |

### Doppel

#### Turniersiege

##### ATP Tour
| Nr. | Datum             | Turnier         | Belag     | Partner         | Finalgegner                       | Ergebnis        |
| --- | ----------------- | --------------- | --------- | --------------- | --------------------------------- | --------------- |
| 1.  | 21. April 1997    | Orlando         | Sand      | Vincent Spadea  | Alex O’Brien Jeff Salzenstein     | 6:4, 4:6, 6:4   |
| 2.  | 9. September 2002 | Costa do Sauípe | Hartplatz | Scott Humphries | Gustavo Kuerten André Sá          | 6:3, 7:61       |
| 3.  | 3. März 2003      | Scottsdale      | Hartplatz | James Blake     | Lleyton Hewitt Mark Philippoussis | 6:4, 6:72, 7:65 |
| 4.  | 26. April 2004    | München         | Sand      | James Blake     | Julian Knowle Nenad Zimonjić      | 6:2, 6:4        |

##### Challenger Tour
| Nr. | Datum              | Turnier         | Belag         | Partner             | Finalgegner                             | Ergebnis        |
| --- | ------------------ | --------------- | ------------- | ------------------- | --------------------------------------- | --------------- |
| 1.  | 18. Mai 1997       | Dresden         | Sand          | Jeff Salzenstein    | Cecil Mamiit Maurice Ruah               | 7:6, 6:1        |
| 2.  | 15. Juni 1997      | Weiden          | Sand          | Geoff Grant         | Grant Doyle Myles Wakefield             | 6:4, 7:6        |
| 3.  | 22. Juni 1997      | Eisenach        | Sand          | Geoff Grant         | Emanuel Couto Attila Sávolt             | 6:2, 6:2        |
| 4.  | 6. Juli 1997       | Flushing Meadow | Hartplatz     | Geoff Grant         | Michael Joyce David Witt                | 6:1, 6:4        |
| 5.  | 13. Juli 1997      | Granby          | Hartplatz     | Grant Doyle         | Eyal Erlich Lorenzo Manta               | 7:5, 6:3        |
| 6.  | 23. November 1997  | Amarillo        | Hartplatz (i) | Geoff Grant         | Mark Petchey Andrew Rueb                | 6:2, 6:2        |
| 7.  | 1. Februar 1998    | Heilbronn       | Teppich (i)   | Geoff Grant         | Stefano Pescosolido Vincenzo Santopadre | 6:3, 7:6        |
| 8.  | 11. Juni 2000      | Tallahassee     | Hartplatz     | Mark Knowles        | Kelly Gullett Brandon Hawk              | 7:63, 6:2       |
| 9.  | 12. November 2000  | Burbank         | Hartplatz     | Mitch Sprengelmeyer | Bob Bryan Mike Bryan                    | 7:65, 7:5       |
| 10. | 19. November 2000  | Rancho Mirage   | Hartplatz     | Mitch Sprengelmeyer | Bob Bryan Mike Bryan                    | 6:4, 3:6, 7:63  |
| 11. | 13. Mai 2001       | Birmingham      | Sand          | James Blake         | Ramón Delgado Ignacio Hirigoyen         | 7:5, 6:1        |
| 12. | 20. Mai 2001       | Rocky Mount (1) | Sand          | Mitch Sprengelmeyer | Paul Kilderry Peter Tramacchi           | 7:5, 7:67       |
| 13. | 10. Juni 2001      | Bukarest        | Sand          | Paul Rosner         | Ionuț Moldovan Juri Schtschukin         | 6:4, 6:4        |
| 14. | 8. Juli 2001       | Venedig         | Sand          | Mitch Sprengelmeyer | Luis Horna Sebastián Prieto             | 6:4, 7:67       |
| 15. | 3. März 2002       | Hamburg         | Teppich (i)   | Paul Rosner         | Wesley Moodie Shaun Rudman              | 6:3, 6:4        |
| 16. | 19. Mai 2002       | Rocky Mount (2) | Sand          | Eric Taino          | Huntley Montgomery Brian Vahaly         | 6:3, 6:4        |
| 17. | 29. September 2002 | Tulsa           | Hartplatz     | Scott Humphries     | Diego Ayala Jason Marshall              | 7:61, 6:4       |
| 18. | 10. November 2002  | Bratislava      | Teppich (i)   | Scott Humphries     | Leoš Friedl David Škoch                 | 3:6, 6:4, 6:2   |
| 19. | 20. April 2003     | Bermuda         | Sand          | Robert Kendrick     | Ashley Fisher Andrew Kratzmann          | 6:3, 3:1 aufgg. |
| 20. | 3. April 2005      | León            | Hartplatz     | Jeff Coetzee        | Jason Marshall Huntley Montgomery       | 6:4, 4:6, 6:3   |
| 21. | 15. Mai 2005       | Forest Hills    | Sand          | Nathan Healey       | Jason Marshall Huntley Montgomery       | 2:6, 7:65, 6:4  |

#### Finalteilnahmen
| Nr. | Datum              | Turnier         | Belag     | Partner         | Finalgegner                     | Ergebnis        |
| --- | ------------------ | --------------- | --------- | --------------- | ------------------------------- | --------------- |
| 1.  | 4. Mai 1998        | Delray Beach    | Sand      | Vincent Spadea  | Grant Stafford Kevin Ullyett    | 5:7, 4:6        |
| 2.  | 8. September 2003  | Costa do Sauípe | Hartplatz | Scott Humphries | Todd Perry Thomas Shimada       | 2:6, 4:6        |
| 3.  | 29. September 2003 | Tokio           | Hartplatz | Scott Humphries | Justin Gimelstob Nicolas Kiefer | 7:66, 6:3, 6:74 |